# Largidea davisi
Largidea davisi är en insektsart som beskrevs av Knight 1917. Largidea davisi ingår i släktet Largidea och familjen ängsskinnbaggar. Inga underarter finns listade i Catalogue of Life.